# 1923
1923 (MCMXXIII) je bilo navadno leto, ki se je po gregorijanskem koledarju začelo na ponedeljek.

## Dogodki
- 4. januar - pariška konferenca o vojni odškodnini zastane, ko Francija vztraja na trdi liniji, medtem ko Združeno kraljestvo želi obnovo.
- 10. januar - ZDA umaknejo zadnje oborožene sile iz Nemčije.
- 11. januar - Francija prične z zasedbo Porurja da bi prisila Nemčijo k plačevanju vojne odškodnine.
- 1. marec - Grčija uvede gregorijanski koledar.
- 9. marec - Lenin utrpi tretjo kap; zaradi zdravstvenih težav odstopi kot sovjetski predsednik.
- 24. maj - konča se irska državljanska vojna.
- 18. junij - zaradi izbruha ognjenika Etna v Italiji ostane brez strehe nad glavo 60.000 ljudi
- 24. julij - V Lausanni podpišejo mirovno pogodbo, ki konča vojno med Grčijo in Turčijo ter določi obvezno izmenjavo manjšin.
- 13. avgust - Gustav Stresemann postane nemški kancler.
- 1. september - veliki potres v Kantu na Japonskem opustoši območji mest Tokio in Jokohama ter zahteva več kot 100.000 žrtev.
- 6. september - italijanska mornarica za kratek čas zavzame otok Krf kot odgovor na umor enega od častnikov.
- 26. september - Gustav Ritter von Kahr razglasi neodvisnost Bavarske.
- 6. oktober - sile Antante zapustijo Carigrad.
- 16. oktober - brata Roy in Walt Disney ustanovita The Walt Disney Company.
- 29. oktober - Turčija je vzpostavljena kot sekularna republika z Mustafo Kemalom Atatürkom na čelu države.
- 8. november - »pivniški puč«: Adolf Hitler na čelu Nacionalsocialistov izvede neuspešen poskus strmoglaviti bavarsko vlado v Münchnu.
- 15. november - hiperinflacija v Weimarski republiki doseže vrhunec pri vrednosti 4,2 bilijona mark za en ameriški dolar; Stresemannova vlada ukine valuto.
- neznan datum - Dirk Coster in Georg von Hevesy odkrijeta kemijski element hafnij.

## Rojstva
- 25. januar - Arvid Carlsson, švedski nevroznanstvenik, nobelovec († 2018)
- 2. februar - France Bučar, slovenski politik († 2015)
- 3. februar - Mitja Vošnjak, slovenski politik, urednik, diplomat in pisatelj († 2003)
- 13. februar - Chuck Yeager, ameriški častnik in preskusni pilot († 2020)
- 24. februar - Mihailo Marković, srbski filozof († 2010)
- 4. marec - sir Patrick Moore, angleški ljubiteljski astronom in televizijski voditelj († 2012)
- 9. marec - Walter Kohn, avstrijsko-ameriški teoretični fizik, nobelovec († 2016)
- 12. marec - Wally Schirra, ameriški astronavt († 2007)
- 22. april - Aaron Spelling, ameriški producent († 2006)
- 27. maj - Henry Kissinger, nemško-ameriški politik, diplomat in poslovnež, nobelovec
- 31. maj - Rainier III., monaški princ († 2005)
- 2. julij - Wisława Szymborska, poljska pesnica, nobelovka († 2012)
- 2. avgust - Šimon Peres, izraelski politik, nobelovec († 2016)
- 6. september - Peter II. Karađorđević, jugoslovanski kralj († 1970)
- 8. september - Rasul Gamzatovič Gamzatov, dagestanski pesnik, pisatelj, publicist in politični delavec († 2003)
- 24. september - Ladislav Fuks, češki pisatelj († 1994)
- 4. oktober - Charlton Heston, ameriški igralec († 2008)
- 15. oktober - Italo Calvino, italijanski pisatelj in novinar kubanskega rodu († 1985)
- 8. november - Jack St. Clair Kilby, ameriški elektrotehnik in izumitelj, nobelovec († 2005)
- 18. november - Alan Shepard, ameriški astronavt († 1998)
- 20. november - Nadine Gordimer, južnoafriška pisateljica, nobelovka († 2014)
- 21. november - Milan Butina, slovenski slikar in likovni teoretik († 1999)
- 2. december - Maria Callas, grška sopranistka († 1977)
- 25. december - René Girard, francoski zgodovinar, literarni kritik in filozof († 2015)

## Smrti
- 1. februar - Ernst Troeltsch, nemški protestantski teolog, sociolog in filozof (* 1865)
- 6. februar - Edward Emerson Barnard, ameriški astronom (* 1857)
- 8. februar - Bernard Bosanquet, britanski idealistični filozof (* 1848)
- 10. februar - Wilhelm Conrad Röntgen, nemški fizik, nobelovec (* 1845)
- 19. februar - Ivan Tavčar, slovenski pisatelj in politik (* 1851)
- 24. februar - Edward Williams Morley, ameriški fizik in kemik (* 1838)
- 8. marec - Johannes Diderik van der Waals, nizozemski fizik in kemik, nobelovec (* 1837)
- 26. marec - Sarah Bernhardt, francoska gledališka igralka (* 1844)
- 27. marec - James Dewar, škotski fizik in kemik (* 1842)
- 4. april - John Venn, angleški matematik, logik in filozof (* 1834)
- 20. julij - Pancho Villa, mehiški general in revolucionar (* 1878)
- 2. avgust - Warren G. Harding, ameriški politik (* 1865)
- 19. avgust - Vilfredo Pareto, italijanski ekonomist, sociolog in filozof (* 1848)
- 13. september - Maks Pleteršnik, slovenski jezikoslovec (* 1840)
- 25. november - Josip Stritar, slovenski pisatelj (* 1836)
- 28. december - Alexandre-Gustave Eiffel, francoski arhitekt in inženir (* 1832)

## Nobelove nagrade
- fizika - Robert Andrews Millikan
- kemija - Friderik Pregl
- fiziologija ali medicina - Frederick Grant Banting, John James Rickard Macleod
- književnost - William Butler Yeats
- mir - ni bila podeljena